# Floribella (slak)
Floribella is een geslacht van uitgestorven weekdieren uit de klasse van de Gastropoda (slakken).

## Soorten
- Floribella aldrichi (Dall, 1890) †
- Floribella corrugata (Cossmann, 1889) †
- Floribella mus Lozouet, 2015 †
- Floribella plicifera (Cossmann, 1923) †